# Kamu Grugier-Hill
Kamu Grugier-Hill (Hawaii, 16 maggio 1994) è un giocatore di football americano statunitense che milita nel ruolo di linebacker per i Minnesota Vikings della National Football League (NFL).

## Carriera

### New England Patriots
Al college, Grugier-Hill giocò a football alla Eastern Illinois University dal 2012 al 2015. Fu scelto nel corso del sesto giro (208º assoluto) nel Draft NFL 2016 dai New England Patriots. Il 3 settembre 2016 fu svincolato.

### Philadelphia Eagles
Il 4 settembre 2016, Grugier-Hill firmò coi Philadelphia Eagles. Con essi debuttò subentrando nella gara del primo turno vinta contro i Cleveland Browns in cui mise a segno un tackle. Nella sua prima stagione disputò 12 partite. Divenne stabilmente titolare a partire dalla stagione 2018 chiudendo con 45 tackle e un intercetto.

### Miami Dolphins
Il 21 marzo 2020, Grugier-Hill firmò con i Miami Dolphins.

### Houston Texans
Il 16 marzo 2021 Grugier-Hill firmò con gli Houston Texans un contratto annuale del valore di 3,25 milioni di dollari.

## Palmarès

### Franchigia
- Super Bowl : 1

Philadelphia Eagles: LII
- National Football Conference Championship: 1

Philadelphia Eagles: 2017